# Jüdischer Friedhof (Hainchen)
Der Jüdische Friedhof in Hainchen, in der Gemeinde Limeshain im hessischen Wetteraukreis, befindet sich südwestlich des Ortes an einem Feldweg, mitten in einem Feld im Gewann Kühruh.
Die jüdische Gemeinde im benachbarten Dorf Himbach, die ihre Begräbnisse in Eckartshausen durchführte, hatte bei ihrer Gründung festgestellt, dass das nördlich gelegene Dorf Hainchen einen eigenen jüdischen Friedhof besaß. Die Friedhofsanlage mit einem rechteckigen Grundriss ist mit großen Bäumen bewachsen und durch einen Holzzaun eingefasst. 
Es sind zwei Grabsteine mit hebräischer und deutscher Beschriftung erhalten. Auf dem größeren der beiden Grabsteine, aus Sandstein, ist der Name des verstorbenen David Harris (1842–1908) eingetragen. Der derzeitige Standort der Grabsteine am Rand des Friedhofareals könnte nicht der ursprüngliche Ort ihrer Aufstellung sein und somit nicht mit den Gräbern übereinstimmen.
Die Friedhofsfläche umfasst 1,08 ar und ist im Denkmalverzeichnis des Landesamts für Denkmalpflege Hessen als Kulturdenkmal aufgrund der Bedeutung für die jüdische Kultur und die Geschichte des Ortes ausgewiesen.